# 別列贊河
別列贊河（羅馬化：Berezan）是烏克蘭的河流，位於該國南部，發源自舊奧列克西伊夫卡附近，流經尼古拉耶夫州，河口處在涅恰亞涅以南，河道全長49公里，流域面積890平方公里。